# Pierre Leprohon
Pour les articles homonymes, voir Leprohon.
Pierre Leprohon, né le 3 septembre 1903 à Avesnes-sur-Helpe, mort le 23 décembre 1993 à Cannes, est un écrivain, critique et historien du cinéma français.

## Biographie
Il exerce le métier de journaliste à partir de 1928, collaborant notamment à Cinémonde et à Radio Cinéma Télévision, ainsi qu'à Ciné Mondial pendant l'Occupation.
Il est l'auteur de nombreux ouvrages consacrés à l’histoire du cinéma et à l'Italie.

## Publications

### Livres sur le cinéma
- Le Cinéma allemand, Le Rouge et le Noir, coll. « Les Essais », 1928.
- Charlot ou la naissance d’un mythe, Paris, Ed. Corymbe, 1935. Revu et réédité en 1946 (Charles Chaplin, Paris, éd. J. Melot), 1946 ; Nouvelles Éditions Debresse), 1970 ; Séguier, 1988.
- Le Cinéma et la Montagne, éd. Jean Susse, 1944.
- L’exotisme et le cinéma, éd. Jean Susse, 1945.
- Les mille et un métiers du cinéma, éd. Jacques Melot, 1947.
- Cinquante ans de cinéma français, Cerf, 1954
- Présences contemporaines : cinéma, Debresse, 1957.
- Chasseurs d’images, éd. André Bonne, 1960.
- Histoire du cinéma muet. Vie et mort du cinématographe (1895 - 1930), Cerf, 1961. Rééd. L’Harmattan, 2004.
- Michelangelo Antonioni, Seghers, 1962.
- Jean Epstein, Seghers, 1964.
- Le cinéma italien (Histoire, chronologie, biographie, filmographie, documents, images) Seghers, 1966.
- Vittorio de Sica, Seghers, 1966.
- Hommes et métiers du cinéma, éd. André Bonne, 1967.
- Jean Renoir, Seghers, 1967.
- Le monde du cinéma, Paris, P. Waleffe, coll. « Connaissances », 1967.
- Julien Duvivier, Anthologie du cinéma, 1968.
- Antonioni, cinéma d’aujourd’hui, Seghers, 1969.
- Le cinéma cette aventure, André Bonne, 1970.
- Gérard Philipe, Anthologie du cinéma, 1971.

### Livres sur l’art et biographies
- François d’Assise, le génie de la liberté, éd. La Colombe, 1946.
- Tel fut van Gogh, Albin Michel, 1964.
- Les grands hommes du nord, 1967 (Pierre Leprohon et Arlette Marinié).
- Vincent van Gogh, 1972 (Pierre Leprohon et Pierre Marinié).
- Paul Gauguin, Gründ, 1975.
- Flora Tristan, Corymbe, 1979.
- L’univers des peintres, 1830-1930, 1985.
- Promenades à Montmartre avec les impressionnistes, éd. Charles Corlet, Paris, 1998.
- Cavelier de la Salle, fondateur de la Louisiane, éd. André Bonne, Paris, 1984.

### Livres de tourisme
- La Hollande, éd. Les documents d’arts, Monaco, 1951.
- Sahara, Horizon sud, éd. Gedalge, 1957.
- La Côte d’azur, Éditions Hermès, 1967.
- Toute la France, Minerva, 1974.
- Tout Paris, Minerva, 1976.
- Les Alpes, Minerva, 1982 (Pierre Leprohon, Isabelle Aguet, Arlette Marinié).
- Naples et l’Italie du sud, Minerva, 1984.
- Florence et la Toscane, Solar, 1984.
- Venise et la Vénétie, Solar, 1984 (ou Venise, Minerva, 1984).
- Bella Italia, Minerva, 1985.
- L’Alsace et les Vosges, Solar, 1985.
- Rome et ses environs, Solar, 1985.
- L'Italie, Minerva, 1990.
- La Bretagne, PML éd., 1995.
- La Normandie, PML éd., 1995.